# 大河ドラマ
『大河ドラマ』（たいがドラマ）または『NHK大河ドラマ』は、1963年度から放送されているNHKによる「武家中心史観・英雄史観」に基づく歴史ドラマシリーズの総称。略称は大河。

## 番組内容

### 題材
日本史上実在した人物の生涯を描いた作品や群像劇が多いが、ドラマオリジナルの架空の人物を通して時代そのものを描き出す作品もある。
忠臣蔵もの（特に最初の『赤穂浪士』）など、比較的短時日のドラマを1年間かけて描く作品も少数ながら存在する。『利家とまつ』や『功名が辻』のような夫婦をダブル主人公とする形式や、『国盗り物語』『草燃える』『炎立つ』『葵 徳川三代』『いだてん〜東京オリムピック噺〜』のように主人公が交代する形式もある。通常は平安時代以降から明治時代までを舞台とするが、『山河燃ゆ』『春の波涛』『いのち』『いだてん〜東京オリムピック噺〜』は近現代を描いている（『青天を衝け』もメインストーリーの舞台は幕末から明治だが、最終盤では大正から昭和初期も描かれた）。「戦国、幕末、江戸中期」が好まれる時代であるとしている。勿論歴代天皇も登場する作品も多い。
草創期は既存の歴史小説を原作としていたが、『三姉妹』『春の坂道』『黄金の日日』のように大河ドラマ制作のために原作が企画され、書き下ろされることもあった。複数の小説を原作とすることや、原作にない期間をオリジナル脚本で補うこともしばしば行われていた。完全なオリジナル脚本の作品は18作目の『獅子の時代』が最初である。2010年代以降は2011年の『江』と2018年『西郷どん』を除きオリジナル脚本となっている。これについて『どうする家康』でチーフプロデューサーを務めた磯智明は、2010年以降インターネットとSNSの影響で時代考証に関する質問が増加するようになり、原作が採用している説や描写についても時代考証をしなければならなくなり、原作を採用しない方針を取っているとしている。
井伊直弼、原田甲斐、平清盛、平将門、柳沢吉保、北条政子、足利尊氏、日野富子、明智光秀等嫌われ者のイメージを持たれた人間を主人公に据え、新解釈によってその人間の魅力を描く手法(または原作の採用）が度々採られてきた。主人公は圧倒的に武家側の人間が多い。
『いのち』は主要キャストに歴史上の人物が登場しない異色の作品となった。
朴順愛は1990年代以降は歴史的敗者、マイナーな人物が多く取り上げられているとし、「大河ドラマは日本的価値観の変化を代弁する存在となってきた」と指摘している。

### 演出
一代記となる形式の場合は、出生から幼少期までを子役が演じ、青年期以降を本役の俳優が演じることが多い。『江』や『鎌倉殿の13人』のように幼年期・少年期を成人した本役の俳優が演じることもある。
「大坂城」や「屋敷門の炎上」、「関ヶ原の戦い」など、過去の作品で使用した場面が何度も使われるケースがある。題材となる人物やテーマに所縁のある地方とタイアップする事も多い。また、歴史上の人物の節目に因んで、テーマが選択される事もある。三谷幸喜が奈良時代の舞台設定を提案するも、戦国時代や江戸時代などのように、衣装やセットを使いまわしできず全部新作しなければならず金がかかると拒否された事例もあり、狭い歴史時代範囲で制作されている。
『新選組!』で時代考証に参加した三野行徳が、「（大河ドラマは他の時代物作品と異なり）週刊誌等でさまざまな人々が、あるべき歴史叙述との違いを批判する現象が起こる」と述べているように、大河ドラマにおいては歴史的な描写について批判も多い。大河ドラマは構成で様々な要素がある歴史を、一つのストーリーに沿って多くの人々に提示することになる。また脚本の方針によっては、主人公の暗い側面に関しての描写が曖昧であったり、描写が行われなかったりすることもある。歴史学上の定説と離れた演出が加えられることもある。神谷大介は「史実とは異なる歴史叙述が無自覚のうちに人々の間に広がっていく側面がある」と指摘している。須賀忠芳は『八重の桜』において白虎隊や会津藩の新政府軍への抵抗がクローズアップされたことで、戦場での少年兵の落命や会津藩内の非武士層の武士への強い不信感等の歴史的事実がおざなりとなり、単に「地域の誇るべき存在」として観光資源化していることを指摘している。
大河ドラマはドキュメンタリーではない。『鎌倉殿の13人』で歴史考証を務めた坂井孝一は、作業内容はスタッフに歴史の大枠や特徴は説明して、脚本の不自然な点や言葉をチェックして提言するが、歴史的な厳密さより研究とは別だと製作側のドラマとしての脚本の話の面白さを優先する場合もあるという。『いだてん〜東京オリムピック噺〜』のように、「このドラマは史実を基にしたフィクションです」という注釈テロップが付けられることもある。

### 番組の構成
各作品、クレジットはオープニング時に表示され、その時にオープニングのテーマ曲が流れる（約3分）。テーマ曲は原則オーケストラ（NHK交響楽団）により演奏されるオリジナル曲。また、クレジットの最初に出るタイトルは原則手書きで、製作者は「題字」として出演者よりも先にテロップされる。
オープニングの映像やパターンも作品によって異なる。特筆する箇所は以下の通り。
- 『風と雲と虹と』は初回オープニングのみ映像が異なるほか、本編冒頭で原作者の解説などを経てドラマ部に入るパターン。
- 『獅子の時代』は曲中で、その回のハイライトシーンが織り込まれる（※一部の回は変則）パターン（→『獅子の時代#オープニング』）。
- 『翔ぶが如く』はタイトルシーン以降は、第1部と第2部を境に映像が異なるパターン（→『翔ぶが如く#概要』）、

なお『いだてん』もこれに該当し、第1部と第2部を境にオープニングが異なる。
- 『琉球の風』は初回オープニングのみ映像が異なる変則パターン（→『琉球の風#概要』）。
- 『徳川慶喜』は途中のシーンの映像が不特定に変わるパターン。
- 『龍馬伝』はオープニングの冒頭シーンのみ異なるパターン（→『龍馬伝#オープニングタイトル』）。
- 『平清盛』は第2部（第30話）と第3部（第31話）を境に一部シーンを差し替えているパターン（→『平清盛#作品構成』）。
- 『八重の桜』は中盤部分を月替わりに変更し、全体でも第33話と第34話を境にリニューアルしたパターン（→『八重の桜#オープニング映像』）。
- 『真田丸』は『獅子の時代』同様にその回のハイライトシーンが織り込まれ、第44回のみ変則構成（※後述の脚注参照）のパターン。
- 『鎌倉殿の13人』はオープニングをキャストと原作・音楽担当のみにし、それ以外の製作者（指導・スタッフ）は本編内でテロップするパターン[注釈 4]。
- 『どうする家康』は2度（※1回目は第17話と第18話[10]、2回目は第34話と第35話[12]（※第44話のみ別仕様[注釈 5]）を境に）、オープニングをサプライズ変更するパターン。

『独眼竜政宗』以降の作品では、オープニング前に図解や写真などを用いた史実の解説などを行うアバンタイトルで始まるパターンが多い。
本編では全般的に序盤はロケシーンが多く、中盤から後半にクライマックスがあり、終盤は登場人物も代替わりして若手俳優が増え、またスタジオ撮影のシーンが多くなるのが特徴である。近年、合戦シーンなどではコンピュータグラフィックス（CG）を用いることも多い。
本編終了後に次回予告（30秒程度）が流れ、その回の放送内容の舞台となった地や重点的に取り上げられた人物のゆかりの地を紹介する「紀行」コーナーが入る。最終回では本編終了後に「紀行」コーナーが先に入って作品自体はそこで終了し、その後に次作の予告が入る（30秒から2分程度）。なお 『麒麟がくる』以降は次回予告後一旦本編を終了させて、その後に紀行コーナーに入るパターンになっている。
作品によっては、最終回のみオープニングをカットして、エンディング（「紀行」の直前、本編ラスト）にテーマ曲（※『龍馬伝』は除く）とテロップが流れる。

### 名称の由来
第一作とされている『花の生涯』放送開始時には、「大型時代劇」という名称で呼ばれていたが、同枠のドラマが本数を重ね、次第に歴史ドラマとして注目されるようになると「大型歴史ドラマ」の名称が用いられるようになった。シリーズ15周年を記念して発売された2枚組LPレコード『NHK大型歴史ドラマの15年 花の生涯から花神まで』（ポリドール）のタイトルにもそれが現れている。
一方、第二作の『赤穂浪士』放送直前の1964年（昭和39年）1月5日の読売新聞が『花の生涯』と『赤穂浪士』を「大河小説」になぞらえて「大河ドラマ」と書き、「大河ドラマ」と呼ばれるようになった。1977年（昭和52年）3月、NHKでシリーズ15周年記念番組『大河ドラマの15年』を放送。
```
「大河ドラマ」の表記がテロップもしくはそれに準ずる形で初めて登場したのは、第40作『
北条時宗
』の副音声解説である。テロップではその翌年の第41作『
利家とまつ〜加賀百万石物語〜
』の冒頭、オープニングタイトルでは、第43作『
新選組!
』からである。
```

### 放送サイクル
放送形態は1回45分・日曜夜・1年間（50回前後）。原則1年1作で、1月に初回、12月に最終回である。第1作が放送された1963年当時は1月開始ではなく、4月の番組改編期からスタートしていた。年内で52回放送していたが、正月3が日と12月下旬は特別番組に枠を譲り、50回放送が典型となった（年末年始2週間は放送休止する計算となる）。2018年以降はNHKの働き方改革の影響を受け47回放送となり、特別編の挿入や選挙などの報道特別体制時に番組休止を挟むようになった。
1990年代前半には大河のスリム化が図られ、放送サイクルが変則的になった。連続テレビ小説と同じ年度別2作品の方式とするべく、第31作『琉球の風』を6か月（1993年1月-6月）、第32作『炎立つ』を9か月（1993年7月-1994年3月）にそれぞれ短縮し、以降は半年ずつの放送サイクルとするはずであった。しかしこの計画が不評だったためか、第33作『花の乱』も9か月（1994年4月-12月）とし、第34作『八代将軍吉宗』（1995年）からは再び1年1作のサイクルに戻った。
第59作『麒麟がくる』は、新型コロナウイルスの影響で制作・放送スケジュールに遅れが生じたため、放送が越年。次回作『青天を衝け』の放送期間が1か月短縮されている。
この他に、第30作『信長 KING OF ZIPANGU』から第33作『花の乱』までの4作品は、NHKの子会社であるNHKエンタープライズに制作が委託されていたが、『八代将軍吉宗』でNHK東京本部の単独制作に復帰した。

### 出演者
経済効果を狙い知名度の高い俳優の共演が多く、舞台俳優・歌手・アイドル・お笑い芸人なども選ばれ、普段は見られない顔合わせがよく見られる（このことは連続テレビ小説でも同様に言える）。
番組初期は五社協定により映画会社所属の俳優はテレビ出演が制限されていたため、新劇の俳優や歌舞伎俳優が多く起用された。
第3作『太閤記』では緒形拳、高橋幸治、石坂浩二ら無名の新人俳優が抜擢され、一躍人気スターとなった。
五社協定消滅後も、第16作『黄金の日日』で石川五右衛門と杉谷善住坊を演じた根津甚八と川谷拓三や第21作『徳川家康』で織田信長役を演じた役所広司、第25作『独眼竜政宗』で主演した渡辺謙は番組がきっかけで一躍有名になり、2000年代に入ってからは『北条時宗』に出演した北村一輝、『新選組!』に土方歳三と山南敬介で出演した山本耕史や堺雅人、『真田丸』に出演した高木渉などが、大河ドラマの出演をきっかけとしてより多く仕事を得た。
連続テレビ小説と異なり、同じ俳優が別作品で同一人物を演じる例がしばしば見られる。端役で登場するケースもあるが、同じ役で共演する主要な役では第3作『太閤記』で豊臣秀吉を演じた緒形拳、織田信長を演じた高橋幸治が第16作『黄金の日日』で揃って同じ役を演じ、第11作 『国盗り物語』で徳川家康を演じた寺尾聰と第35作『秀吉』で豊臣秀吉を演じた竹中直人が共に第53作『軍師官兵衛』で同じ役を演じたケースがある。他に同一人物を演じた主要役の例として、織田信長を演じた藤岡弘、(第19作『おんな太閤記』と第27作『春日局』)、徳川家康を演じた津川雅彦（第25作『独眼竜政宗』と第39作『葵 徳川三代』）、滝川一益を演じた段田安則(第35作『秀吉』と第55作『真田丸』)などがある。
特例として小栗旬が第35作『秀吉』で石田三成の子役、第48作『天地人』で成人後の石田三成を、神木隆之介が第44作『義経』で源義経の少年期である牛若を、第51作『平清盛』で成人後の源義経を演じている。第50作『江』で徳川家康を演じた北大路欣也は、第60作『青天を衝け』では案内役としての徳川家康を演じている。第61作『鎌倉殿の13人』の最終回では、翌年の第62作『どうする家康』の主人公を務める松本潤が、同じ徳川家康役で特別出演している。
2015年の連続テレビ小説『あさが来た』には、第43作『新選組!』で土方歳三を演じた山本耕史が同役で出演している。また五代友厚を演じたディーン・フジオカは2021年に放映された第60作『青天を衝け』で同役を務めている。

## 歴代作品一覧
| 見出し凡例 - 「題」の太字、赤色背景 = 現行放送作品 - 放送期間：放送年のみ記載の作品は、以下の特例を除きその年の1月から12月の1年間(「放送サイクル」も参照)。 - 『花の生涯』『炎立つ』『花の乱』は9か月間。 - 『琉球の風』は6か月（半年）間。 - 『天地人』『龍馬伝』『江〜姫たちの戦国〜』『青天を衝け』は11か月間。 - 『麒麟がくる』は14か月間。 - 主人公：太字=女性。*=架空の人物。()=別名或いは旧姓。 |

|    | タイトル                                | 年/月         | 原作         | 脚本                                    | チーフ演出                            | 時代              | 主人公                            | 主演                         | 語り                                          | 音楽                 |
| -- | --------------------------------------- | ------------- | ------------ | --------------------------------------- | ------------------------------------- | ----------------- | --------------------------------- | ---------------------------- | --------------------------------------------- | -------------------- |
| 1  | 花の生涯                                | 1963/4-12     | 舟橋聖一     | 北条誠                                  | 井上博                                | 幕末              | 井伊直弼                          | 尾上松緑                     | 小沢栄太郎                                    | 冨田勲               |
| 2  | 赤穂浪士                                | 1964          | 大佛次郎     | 村上元三                                | 井上博                                | 江戸              | 大石内蔵助                        | 長谷川一夫                   | 竹内三郎                                      | 芥川也寸志           |
| 3  | 太閤記                                  | 1965          | 吉川英治     | 茂木草介                                | 吉田直哉                              | 戦国 - 安土桃山   | 豊臣秀吉                          | 緒形拳                       | 平光淳之助                                    | 入野義朗             |
| 4  | 源義経                                  | 1966          | 村上元三     | 村上元三                                | 吉田直哉                              | 平安 - 治承寿永乱 | 源義経                            | 尾上菊之助                   | 小沢寅三                                      | 武満徹               |
| 5  | 三姉妹                                  | 1967          | 大佛次郎     | 鈴木尚之                                | 清水満                                | 幕末              | 永井家 三姉妹 （むら・るい・雪）* | 岡田茉莉子 藤村志保 栗原小巻 | なし （総集編：鈴木瑞穂）                     | 佐藤勝               |
| 6  | 竜馬がゆく                              | 1968          | 司馬遼太郎   | 水木洋子                                | 和田勉                                | 幕末              | 坂本龍馬                          | 北大路欣也                   | 滝沢修                                        | 間宮芳生             |
| 7  | 天と地と                                | 1969          | 海音寺潮五郎 | 中井多喜夫 須藤出穂 杉山義法            | 岡崎栄                                | 戦国 - 安土桃山   | 上杉謙信                          | 石坂浩二                     | 中村允                                        | 冨田勲               |
| 8  | 樅ノ木は残った                          | 1970          | 山本周五郎   | 茂木草介                                | 吉田直哉                              | 江戸              | 原田甲斐                          | 平幹二朗                     | 和田篤                                        | 依田光正             |
| 9  | 春の坂道                                | 1971          | 山岡荘八     | 杉山義法                                | 深町幸男                              | 安土桃山 - 江戸   | 柳生宗矩                          | 中村錦之助                   | 福島俊夫                                      | 三善晃               |
| 10 | 新・平家物語                            | 1972          | 吉川英治     | 平岩弓枝                                | 清水満                                | 平安 - 治承寿永乱 | 平清盛                            | 仲代達矢                     | 福本義典                                      | 冨田勲               |
| 11 | 国盗り物語                              | 1973          | 司馬遼太郎   | 大野靖子                                | 斎藤暁                                | 戦国 - 安土桃山   | 斎藤道三 織田信長                 | 平幹二朗 高橋英樹            | 中西龍                                        | 林光                 |
| 12 | 勝海舟                                  | 1974          | 子母澤寛     | 倉本聰 中沢昭二                         | 中山雄三                              | 幕末              | 勝海舟                            | 渡哲也 →松方弘樹             | 石野倬                                        | 冨田勲               |
| 13 | 元禄太平記                              | 1975          | 南條範夫     | 小野田勇 小幡欣治 土橋成男              | 斎藤暁 大原誠                         | 江戸              | 柳沢吉保                          | 石坂浩二                     | 福本義典                                      | 湯浅譲二             |
| 14 | 風と雲と虹と                            | 1976          | 海音寺潮五郎 | 福田善之                                | 大原誠                                | 平安              | 平将門                            | 加藤剛                       | 加瀬次男                                      | 山本直純             |
| 15 | 花神                                    | 1977          | 司馬遼太郎   | 大野靖子                                | 斎藤暁                                | 幕末              | 大村益次郎                        | 中村梅之助                   | 小高昌夫                                      | 林光                 |
| 16 | 黄金の日日                              | 1978          | 城山三郎     | 市川森一 長坂秀佳                       | 岡本憙侑 宮沢俊樹 高橋康夫            | 戦国 - 安土桃山   | 呂宋助左衛門                      | 市川染五郎                   | 梶原四郎                                      | 池辺晋一郎           |
| 17 | 草燃える                                | 1979          | 永井路子     | 中島丈博                                | 大原誠                                | 治承寿永乱 - 鎌倉 | 源頼朝 北条政子                   | 石坂浩二 岩下志麻            | 森本毅郎                                      | 湯浅譲二             |
| 18 | 獅子の時代                              | 1980          | なし         | 山田太一                                | 清水満                                | 幕末 - 明治       | 平沼銑次* 苅谷嘉顕*               | 菅原文太 加藤剛              | 和田篤                                        | 宇崎竜童             |
| 19 | おんな太閤記                            | 1981          | なし         | 橋田壽賀子                              | 北嶋隆 宮沢俊樹                       | 戦国 - 江戸       | ねね                              | 佐久間良子                   | 山田誠浩                                      | 坂田晃一             |
| 20 | 峠の群像                                | 1982          | 堺屋太一     | 冨川元文                                | 岡本憙侑                              | 江戸              | 大石内蔵助                        | 緒形拳                       | 加賀美幸子                                    | 池辺晋一郎           |
| 21 | 徳川家康                                | 1983          | 山岡荘八     | 小山内美江子                            | 大原誠                                | 戦国 - 江戸       | 徳川家康                          | 滝田栄                       | 館野直光                                      | 冨田勲               |
| 22 | 山河燃ゆ                                | 1984          | 山崎豊子     | 市川森一 香取俊介                       | 村上佑二 伊豫田静弘                   | 昭和              | 天羽賢治*天羽忠*                  | 松本幸四郎西田敏行           | なし （総集編：和田篤）                       | 林光                 |
| 23 | 春の波涛                                | 1985          | 杉本苑子     | 中島丈博                                | 清水満                                | 明治 - 大正       | 川上貞奴                          | 松坂慶子                     | 柳井恒夫                                      | 佐藤勝               |
| 24 | いのち                                  | 1986          | なし         | 橋田壽賀子                              | 伊豫田静弘                            | 昭和              | 岩田（高原）未希*                 | 三田佳子                     | 奈良岡朋子                                    | 坂田晃一             |
| 25 | 独眼竜政宗                              | 1987          | 山岡荘八     | ジェームス三木                          | 樋口昌弘 吉村芳之                     | 安土桃山 - 江戸   | 伊達政宗                          | 渡辺謙                       | 葛西聖司                                      | 池辺晋一郎           |
| 26 | 武田信玄                                | 1988          | 新田次郎     | 田向正健                                | 重光亨彦 布施実                       | 戦国              | 武田信玄                          | 中井貴一                     | 若尾文子                                      | 山本直純             |
| 27 | 春日局                                  | 1989          | なし         | 橋田壽賀子                              | 富沢正幸 兼歳正英                     | 安土桃山 - 江戸   | 春日局（おふく）                  | 大原麗子                     | 奈良岡朋子                                    | 坂田晃一             |
| 28 | 翔ぶが如く                              | 1990          | 司馬遼太郎   | 小山内美江子                            | 平山武之                              | 幕末 - 明治       | 西郷隆盛 大久保利通               | 西田敏行 鹿賀丈史            | 草野大悟（第一部） 田中裕子（第二部）         | 一柳慧               |
| 29 | 太平記                                  | 1991          | 吉川英治     | 池端俊策 仲倉重郎                       | 佐藤幹夫                              | 鎌倉 - 南北朝     | 足利尊氏                          | 真田広之                     | 山根基世                                      | 三枝成彰             |
| 30 | 信長 KING OF ZIPANGU                    | 1992          | なし         | 田向正健                                | 重光亨彦                              | 戦国 - 安土桃山   | 織田信長                          | 緒形直人                     | ランシュー・クリストフ                        | 毛利蔵人             |
| 31 | 琉球の風 DRAGON SPIRIT                  | 1993/1-6      | 陳舜臣       | 山田信夫                                | 吉村芳之                              | 安土桃山 - 江戸   | 楊啓泰*                           | 東山紀之                     | 北林谷栄                                      | 長生淳               |
| 32 | 炎立つ                                  | 1993/7-1994/3 | 高橋克彦     | 中島丈博                                | 門脇正美                              | 平安 - 治承寿永乱 | 藤原経清 藤原清衡 藤原泰衡        | 渡辺謙 村上弘明              | 寺田農                                        | 菅野由弘             |
| 33 | 花の乱                                  | 1994/4-12     | なし         | 市川森一                                | 村上佑二 黛りんたろう                 | 室町 - 戦国       | 日野富子                          | 三田佳子                     | 三田佳子                                      | 三枝成彰             |
| 34 | 八代将軍吉宗                            | 1995          | なし         | ジェームス三木                          | 大原誠 清水一彦                       | 江戸              | 徳川吉宗                          | 西田敏行                     | 江守徹                                        | 池辺晋一郎           |
| 35 | 秀吉                                    | 1996          | 堺屋太一     | 竹山洋                                  | 佐藤幹夫 黛りんたろう 大友啓史        | 戦国 - 安土桃山   | 豊臣秀吉                          | 竹中直人                     | 宮本隆治                                      | 小六禮次郎           |
| 36 | 毛利元就                                | 1997          | 永井路子     | 内館牧子                                | 松岡孝治                              | 戦国              | 毛利元就                          | 中村橋之助                   | 平野啓子                                      | 渡辺俊幸             |
| 37 | 徳川慶喜                                | 1998          | 司馬遼太郎   | 田向正健                                | 富沢正幸                              | 幕末              | 徳川慶喜                          | 本木雅弘                     | 大原麗子                                      | 湯浅譲二             |
| 38 | 元禄繚乱                                | 1999          | 舟橋聖一     | 中島丈博                                | 大原誠 片岡敬司                       | 江戸              | 大石内蔵助                        | 中村勘九郎                   | 国井雅比古                                    | 池辺晋一郎           |
| 39 | 葵 徳川三代                             | 2000          | なし         | ジェームス三木                          | 重光亨彦 尾崎充信                     | 安土桃山 - 江戸   | 徳川家康 徳川秀忠 徳川家光        | 津川雅彦 西田敏行 尾上辰之助 | 中村梅雀                                      | 岩代太郎             |
| 40 | 北条時宗                                | 2001          | 高橋克彦     | 井上由美子                              | 吉村芳之 吉川邦夫                     | 鎌倉              | 北条時宗                          | 和泉元彌                     | 十朱幸代                                      | 栗山和樹             |
| 41 | 利家とまつ 〜加賀百万石物語〜           | 2002          | 竹山洋       | 竹山洋                                  | 佐藤峰世 鈴木圭                       | 戦国 - 江戸       | 前田利家 まつ                     | 唐沢寿明 松嶋菜々子          | 阿部渉                                        | 渡辺俊幸             |
| 42 | 武蔵 MUSASHI                            | 2003          | 吉川英治     | 鎌田敏夫                                | 尾崎充信 木村隆文                     | 江戸              | 宮本武蔵                          | 市川新之助                   | 橋爪功                                        | エンニオ・モリコーネ |
| 43 | 新選組!                                 | 2004          | なし         | 三谷幸喜                                | 清水一彦 伊勢田雅也                   | 幕末              | 近藤勇                            | 香取慎吾                     | 小寺康雄（アバンタイトル） 沢口靖子（総集編） | 服部隆之             |
| 44 | 義経                                    | 2005          | 宮尾登美子   | 金子成人                                | 黛りんたろう 木村隆文                 | 平安 - 治承寿永乱 | 源義経                            | 滝沢秀明                     | 白石加代子                                    | 岩代太郎             |
| 45 | 功名が辻                                | 2006          | 司馬遼太郎   | 大石静                                  | 尾崎充信 加藤拓                       | 戦国 - 江戸       | 千代 山内一豊                     | 仲間由紀恵 上川隆也          | 三宅民夫                                      | 小六禮次郎           |
| 46 | 風林火山                                | 2007          | 井上靖       | 大森寿美男                              | 清水一彦 田中健二 磯智明              | 戦国              | 山本勘助                          | 内野聖陽                     | 加賀美幸子                                    | 千住明               |
| 47 | 篤姫                                    | 2008          | 宮尾登美子   | 田渕久美子                              | 佐藤峰世 岡田健 堀切園健太郎          | 幕末              | 天璋院（篤姫）                    | 宮﨑あおい                   | 奈良岡朋子                                    | 吉俣良               |
| 48 | 天地人                                  | 2009/1-11     | 火坂雅志     | 小松江里子                              | 片岡敬司 高橋陽一郎                   | 戦国 - 江戸       | 直江兼続                          | 妻夫木聡                     | 宮本信子                                      | 大島ミチル           |
| 49 | 龍馬伝                                  | 2010/1-11     | なし         | 福田靖                                  | 大友啓史                              | 幕末              | 坂本龍馬                          | 福山雅治                     | 香川照之                                      | 佐藤直紀             |
| 50 | 江 〜姫たちの戦国〜                     | 2011/1-11     | 田渕久美子   | 田渕久美子                              | 伊勢田雅也 野田雄介                   | 戦国 - 江戸       | 江                                | 上野樹里                     | 鈴木保奈美                                    | 吉俣良               |
| 51 | 平清盛                                  | 2012          | なし         | 藤本有紀                                | 柴田岳志 渡辺一貴 中島由貴            | 平安 - 治承寿永乱 | 平清盛                            | 松山ケンイチ                 | 岡田将生                                      | 吉松隆               |
| 52 | 八重の桜                                | 2013          | なし         | 山本むつみ 吉澤智子 三浦有為子          | 加藤拓 一木正恵 末永創                | 幕末 - 明治       | 新島八重                          | 綾瀬はるか                   | 草笛光子                                      | 坂本龍一             |
| 53 | 軍師官兵衛                              | 2014          | なし         | 前川洋一                                | 田中健二 本木一博 大原拓              | 戦国 - 江戸       | 黒田官兵衛                        | 岡田准一                     | 藤村志保 →広瀬修子                            | 菅野祐悟             |
| 54 | 花燃ゆ                                  | 2015          | なし         | 大島里美 宮村優子 金子ありさ 小松江里子 | 渡邊良雄 末永創 安達もじり 橋爪紳一朗 | 幕末 - 明治       | 杉文                              | 井上真央                     | 池田秀一                                      | 川井憲次             |
| 55 | 真田丸                                  | 2016          | なし         | 三谷幸喜                                | 木村隆文 吉川邦夫 田中正              | 安土桃山 - 江戸   | 真田信繁（幸村）                  | 堺雅人                       | 有働由美子                                    | 服部隆之             |
| 56 | おんな城主 直虎                         | 2017          | なし         | 森下佳子                                | 渡辺一貴                              | 戦国 - 安土桃山   | 井伊直虎                          | 柴咲コウ                     | 中村梅雀                                      | 菅野よう子           |
| 57 | 西郷どん                                | 2018          | 林真理子     | 中園ミホ                                | 野田雄介 盆子原誠 岡田健              | 幕末 - 明治       | 西郷隆盛                          | 鈴木亮平                     | 西田敏行                                      | 富貴晴美             |
| 58 | いだてん 〜東京オリムピック噺〜         | 2019          | なし         | 宮藤官九郎                              | 井上剛 大根仁 桑野智宏                | 明治 - 昭和       | 金栗四三 田畑政治                 | 中村勘九郎 阿部サダヲ        | ビートたけし（噺） 森山未來（語り）           | 大友良英             |
| 59 | 麒麟がくる                              | 2020/1-2021/2 | なし         | 池端俊策 前川洋一 岩本真耶 河本瑞貴     | 大原拓 一色隆司 佐々木善春 深川貴志   | 戦国 - 安土桃山   | 明智光秀                          | 長谷川博己                   | 市川海老蔵 （総集編：川口春奈）               | ジョン・グラム       |
| 60 | 青天を衝け                              | 2021/2-12     | なし         | 大森美香                                | 黒崎博 村橋直樹 田中健二              | 幕末 - 昭和       | 渋沢栄一                          | 吉沢亮                       | 守本奈実 （総集編：高橋美鈴）                 | 佐藤直紀             |
| 61 | 鎌倉殿の13人 THE 13 LORDS OF THE SHOGUN | 2022          | なし         | 三谷幸喜                                | 吉田照幸 末永創 安藤大佑              | 治承寿永乱 - 鎌倉 | 北条義時                          | 小栗旬                       | 長澤まさみ                                    | エバン・コール       |
| 62 | どうする家康                            | 2023          | なし         | 古沢良太                                | 加藤拓                                | 戦国 - 江戸       | 徳川家康                          | 松本潤                       | 寺島しのぶ （総集編：松本まりか）             | 稲本響               |
| 63 | 光る君へ                                | 2024          | なし         | 大石静                                  | 中島由貴                              | 平安              | 紫式部                            | 吉高由里子                   | 伊東敏恵 （総集編：吉高由里子）               | 冬野ユミ             |
| 64 | べらぼう 〜蔦重栄華乃夢噺〜             | 2025          | なし         | 森下佳子                                | 大原拓                                | 江戸              | 蔦屋重三郎                        | 横浜流星                     | 綾瀬はるか                                    | ジョン・グラム       |
| 65 | 豊臣兄弟!                               | 2026予定      | なし         | 八津弘幸                                |                                       | 戦国              | 豊臣秀長                          | 仲野太賀                     |                                               |                      |
| 66 | 逆賊の幕臣                              | 2027予定      | なし         | 安達奈緒子                              |                                       | 幕末              | 小栗忠順                          | 松坂桃李                     |                                               |                      |

## アンコール
2012年4月から2023年3月までBSプレミアムにおいて、2021年4月からはBS4K→BSプレミアム4Kにおいて、過去の作品を再放送している。
- 『いだてん〜東京オリムピック噺〜』のアンコール放送については当該項目を参照。

| 期間                                   | 時間                                             | タイトル     |
| -------------------------------------- | ------------------------------------------------ | ------------ |
| 2012年4月 - 2013年3月                  | 土曜 18:00 - 18:45                               | 篤姫         |
| 2013年4月 - 2014年3月                  | 土曜 18:00 - 18:45                               | 龍馬伝       |
| 2014年4月 - 2015年3月                  | 土曜 18:00 - 18:45                               | 独眼竜政宗   |
| 2016年4月 - 2017年3月                  | 日曜 12:00 - 12:45                               | 武田信玄     |
| 2017年4月 - 2018年3月                  | 日曜 12:00 - 12:45                               | 風林火山     |
| 2018年4月 - 2019年3月                  | 日曜 12:00 - 12:45                               | 軍師官兵衛   |
| 2019年4月 - 2020年3月                  | 日曜 6:00 - 6:45                                 | 葵 徳川三代  |
| 2020年4月 - 2021年3月                  | 日曜 6:00 - 6:45                                 | 太平記       |
| 2021年4月 - 2022年3月                  | 日曜 6:45 - 7:30                                 | 黄金の日日   |
| 2022年4月 - 2023年3月                  | 日曜 7:15 - 8:00                                 | おんな太閤記 |
| 2023年4月 - 2024年3月 (BSプレミアム4K) | 日曜 11:30 - 12:15 木曜 18:15 - 19:00 （再放送） | 篤姫         |
| 2023年12月 - 2024年11月 (BS)           | 月曜 18:00 - 18:45                               | 篤姫         |
| 2024年4月 - 2025年3月 (BSプレミアム4K) | 日曜 11:30 - 12:15 木曜 18:15 - 19:00 （再放送） | 独眼竜政宗   |
| 2025年1月 - (BS)                       | 月曜 18:00 - 18:45                               | 独眼竜政宗   |
| 2024年4月 - (BSプレミアム4K)           | 日曜 11:30 - 12:15 木曜 18:15 - 19:00 （再放送） | 八重の桜     |

## 放送日データ
- 総合 - 本放送 日・20時 - 20時45分
  - 第40作の北条時宗からは初回・最終回の放送時間を延長するときにも開始時刻は20時に固定し、終了時刻を延長している。
  - 衆議院議員総選挙・参議院議員通常選挙・統一地方選挙などの重要な選挙の投開票日は投票締め切りの20時から開票速報を放送するため、放送時刻が変更されるか、放送休止となることがある。
    - 1991年『太平記』は、第12回統一地方選挙投開票日は19時台に繰り上げて放送したが、その後は重複日は大河ドラマは放送休止していた。
    - 2000年『葵 徳川三代』以降は、19時台に繰り上げて放送した。2014年の第47回衆議院議員総選挙投開票日は『軍師官兵衛』の最終回拡大版の放送日であったため19時台に収めることが出来ず、翌週に延期された。

  - その他、オリンピックやサッカーワールドカップなどのスポーツ中継、重大ニュースによる報道特別番組の編成などにより、放送休止、もしくは変更されることがある。
  - 2020年3月1日以降は、NHKプラスでインターネット同時配信・見逃し配信が行われている。
- 再放送 土・13時5分 - 13時50分（本放送の6日後）
  - 高校野球などのスポーツ番組、国会中継実施[注釈 24]などの特別番組放送で放送時間が変更されることがある。
  - 最終回は、年末の番組編成の都合上、放送時間が変更される例があるが、再放送しなかった例もある。
- BS[注釈 25] - 日・18時 - 18時45分（先行放送）[注釈 26]
  - 第60作の青天を衝けからBS（プレミアム）4Kとのサイマル放送。
- BSプレミアム4K[注釈 25] - 日・18時 - 18時45分（先行放送）
  - 第60作の青天を衝けからBSプレミアムとのサイマル放送。
  - 日・9時 - 9時45分（先々行放送）※2019年の第58作と2020年の第59作[34]
  - 日・12時15分 - 13時（先々行放送）※2023年（第62作）途中の2023年4月9日より
    - 再放送 日・8時 - 8時45分 （2019年の第58作と2020年の第59作）
    - 再放送 日・20時 - 20時45分（第59作の麒麟がくる第12回から最終回までは総合とのサイマル放送。）
- NHKワールド・プレミアム - 日・20時 - 20時45分（オリンピック開催期間中はニュース番組の時差放送による特別編成の関係上、19時15分 - 20時に放送時間を繰り上げる。よって、オリンピック開催期間中は総合より早い時刻からの放送となる。選挙開票速報がある場合も同様。2010年6月20日は20時からNHKニュース7の時差放送を行う関係で20時15分 - 21時に変更[注釈 27]）
  - 再放送 月・3時10分 - 3時55分（メンテナンスによる放送・配信休止の場合は5時10分 - 5時55分に変更。2010年3月22日は放送・配信休止に加え、5時台に大相撲中継の1時間ダイジェスト版が組まれる関係上、6時15分 - 7時に変更）、土・13時5分 - 13時50分
- テレビジャパン（アメリカ・カナダ・プエルトリコ。衛星放送またはケーブルテレビ）
  - 本放送 東海岸：日・20時5分 - 20時53分 西海岸：日・17時5分 - 17時53分 ハワイ：日・15時5分 - 15時53分（米本土の夏時間期間は14時5分 - ）番組前後にCM有
  - 再放送 東海岸：月・1時15分 - 2時 西海岸：日・22時15分 - 23時 ハワイ：日・20時15分 - 21時（米本土の夏時間期間は19時15分 - ）
  - 再々放送（英語字幕付。約3か月遅れ）
    - 標準時期間 東海岸：土・18時18分 - 20時3分 西海岸：土・15時18分 - 16時3分 ハワイ：土・13時18分 - 14時3分
    - 夏時間期間 東海岸：土・17時15分 - 18時 西海岸：土・14時15分 - 15時 ハワイ：土・11時15分 - 12時
- KIKU-TV（ハワイ。地上波で英語字幕付。なおCMが有る。長年約3か月遅れ放送だったが、『篤姫』からは約50日（およそ7週間と少し）、『天地人』からは37日遅れ（2009年2月10日初回放送）に短縮）
  - 本放送 - 火・20時 - 21時
  - 再放送 - 日（本放送5日後）・19時 - 20時

なお、2004年と2005年の大河ドラマ『新選組!』および『義経』はデジタル総合にて13時 - 13時45分（2005年4月からは13時5分 - 13時50分）に限定先行放送を始めたが、2006年（『功名が辻』）から再びその放送はなくなった。

### 放送時間の推移
| 期間    | 期間    | 放送時間（日本時間）       | 備考                                           |
| ------- | ------- | -------------------------- | ---------------------------------------------- |
| 1963.04 | 1964.03 | 日曜 20:45 - 21:30（45分） |                                                |
| 1964.04 | 1964.12 | 日曜 21:30 - 22:15（45分） | 『歌のグランド・ショー』放送開始のため繰り下げ |
| 1965.01 | 1969.04 | 日曜 20:15 - 21:00（45分） |                                                |
| 1969.04 | 現在    | 日曜 20:00 - 20:45（45分） | 『歌の祭典』放送短縮のため繰り上げ             |

| 期間    | 期間    | 放送時間（日本時間）       | 備考 |
| ------- | ------- | -------------------------- | ---- |
| 1964.01 | 1964.03 | 土曜 14:05 - 14:50（45分） |      |
| 1964.04 | 1965.03 | 土曜 13:15 - 14:00（45分） |      |
| 1965.04 | 1989.03 | 土曜 13:25 - 14:10（45分） |      |
| 1989.04 | 現在    | 土曜 13:05 - 13:50（45分） |      |

### ダイジェスト版
- 2009年度よりNHK教育の「ワンセグ2」（2014年度終了）で月曜日に5分間の『（作品名）ダイジェスト』を放送したが、これを2011年4月（『江〜姫たちの戦国』の途中）から、月曜0時5分 - 0時10分（日曜深夜）に、総合でも放送される（解説放送はなし）。（のちに2014年4月から水曜22時45分 - 22時50分に移動）。2015年からは番組名を『5分でわかる（作品名）』もしくは『5分で（作品名）』に変更。2017年から月曜0時5分 - 0時10分（日曜深夜。2020年3月22日までは近畿広域圏では放送なし）に再び移動。2020年3月30日からは月曜0時10分 - 0時15分（日曜深夜）ほかに放送。

### 総集編
年末には総集編（ダイジェスト版。全部で3、4時間程度）も製作される（作品によっては翌年正月に放送する場合もある）。制作での区切りごとに総集編が宣伝も兼ねて放送される。

## 姉妹番組

### 新大型時代劇
1984年から1986年にかけての「近代大河3部作」（『山河燃ゆ』、『春の波涛』、『いのち』）が放送されていた時期に、従来の時代劇路線の大河ドラマのファンのため軽い内容で娯楽の「水曜時代劇」が放送されていた水曜日の20時台に新たに設けられた。放送曜日と予算は大河ドラマと異なるが、大河ドラマ出演経験者が多く出ており、1年間の放送であったことから大河ドラマに準じる連続大型時代劇として扱われることも多い。
1986年の『武蔵坊弁慶』は翌1987年1月から大河ドラマが『独眼竜政宗』で時代劇路線に戻ることもあり、約9か月間の放送で終了した。
再び現代が舞台となった『いだてん〜東京オリムピック噺〜』が放送された2019年には当枠に代わる番組は編成されず、NHK地上波の連続時代劇枠は一時的ではあるが土曜日の「土曜時代ドラマ」1枠のみとなった。

#### 作品
宮本武蔵（1984年4月4日 - 1985年3月13日、全45話）
原作 / 吉川英治、脚本 / 杉山義法、音楽 / 三枝成章
出演 / 役所広司（宮本武蔵）、古手川祐子（お通）、奥田瑛二（本位田又八）、中康次（佐々木小次郎）、津川雅彦（沢庵）、竹脇無我（柳生宗矩）、西村晃（柳生石舟斎）、丹波哲郎（平田無二斎）、石坂浩二（本阿弥光悦）
真田太平記（1985年4月3日 - 1986年3月19日、全45話）
原作 / 池波正太郎、脚本 / 金子成人、音楽 / 林光
出演 / 渡瀬恒彦（真田信之）、草刈正雄（真田幸村）、遥くらら（お江）、岡田茉莉子（淀君）、中村梅之助（徳川家康）、丹波哲郎（真田昌幸）
武蔵坊弁慶（1986年4月9日 - 1986年12月3日、全34話）
原作 / 富田常雄、脚本 / 杉山義法ほか、音楽 / 芥川也寸志（オープニングテーマ）、毛利蔵人（本編）
出演 / 中村吉右衛門（武蔵坊弁慶）、川野太郎（源義経）、荻野目慶子（玉虫）、藤村志保（常盤御前）、芦田伸介（平清盛）、菅原文太（源頼朝）、萬屋錦之介（藤原秀衡）

### 続編の放送
2006年1月には大河ドラマとしては初めて続編が製作、放送された。これは2004年制作の第43作『新選組!』のその後を描いた作品で、大河ドラマでは局長・近藤勇が主役だったが、続編『新選組!! 土方歳三 最期の一日』では副長・土方歳三にバトンタッチし、土方の最期の一日を描いた。

### スペシャルドラマ「坂の上の雲」
2009年から2011年にかけての毎年12月に、当初「21世紀スペシャル大河」として企画され1話90分・全13話で放送された。そのため、第48作『天地人』から第50作『江〜姫たちの戦国〜』までの3作品は11月で放送が終了している。

#### 作品
坂の上の雲（2009年11月29日 - 12月27日、2010年12月5日 - 12月26日、2011年12月4日 - 12月25日、全13話）
原作 / 司馬遼太郎、脚本 / 野沢尚ほか、音楽 / 久石譲
出演 / 本木雅弘（秋山真之）、阿部寛（秋山好古）、香川照之（正岡子規）、菅野美穂（正岡律）、石原さとみ（秋山季子）、松たか子（秋山多美）、竹下景子（秋山貞）、伊東四朗（秋山久敬）、石坂浩二（山本権兵衛）、西田敏行（高橋是清）、加藤剛（伊藤博文）、高橋英樹（児玉源太郎）、渡哲也（東郷平八郎）

### 大河ドラマが生まれた日
2023年2月4日にNHK総合で放送された。テレビ放送70周年、大河ドラマ60周年を迎えることを記念した、若きテレビマンたちによる大河ドラマ誕生の様子を描く奮闘記。
出演は生田斗真、阿部サダヲ、伊東四朗、中井貴一など。

## トリビア
大河ドラマはNHKの看板番組の扱いを受けており、NHKも1年間、その年の放送内容に関する番組を随所で放送する。例えば、『その時歴史が動いた』、『歴史秘話ヒストリア』などNHKの歴史教養番組、娯楽番組では、主人公およびその時代が度々取り上げられる。また、放送開始直前のNHK紅白歌合戦には、主演俳優はほぼ必ず出演する（ほとんどはゲスト審査員であるが、司会者に他に適任者がいない時は司会に、歌手としての活動も盛んに行っている場合には出場歌手に名を連ねる場合もあり）。
放送年の2月3日には、出演者が大相撲力士と共に成田山新勝寺で節分の豆まきの来賓ゲストとして出席するのが恒例である。また、主要出演者（主演者に限らず）が中央競馬のNHKマイルカップのゲスト出演や表彰プレゼンテーターをする場合がある。
日本国内のNHKでの放送では、デジタルで放送されるデジタルBSプレミアムとデジタル総合テレビでは副音声で視覚障害者向けの解説放送がある。また、デジタル総合テレビとデジタルBSプレミアムは連動データ放送がある。この解説放送はステレオ2音声放送で、アナログ総合テレビとアナログBSプレミアムならびに海外向けテレビ番組配信のNHKワールド・プレミアムでは行われていない（通常のステレオ放送のみ）。これらはBSデジタルの放送開始翌年の『北条時宗』より行われた。
2001年から2005年まではアナログ放送とデジタル放送では番組内容は同じでもそれぞれ編集映像比率内容が異なっていた。アナログ放送用（NHKワールド・プレミアムも含む）では本編は4:3で放送されるが番組最後の紀行の部分のみレターボックスで放送されていた。2006年からアナログ・デジタル同時送出のため、アナログ放送（NHKワールド・プレミアムも含む）ではレターボックス14:9（上下黒帯幅がやや小さく、4:3画面でも違和感がないもの）で放送されるようになった（他の番組では16:9レターボックス放送は行われるようになった中、本番組では2010年7月11日以降も『龍馬伝』最終回・総集編まで14:9サイズでの放送が続いていた）。これにあわせて同年の『功名が辻』と翌年の『風林火山』の中ではスタッフ・キャストのテロップを横書き表示に変更した。2008年以降の作品については再び縦書きクレジットの作品が増えているが、2009年の『天地人』、2010年の『龍馬伝』、2014年の『軍師官兵衛』、2023年の『どうする家康』では横書きでクレジットされた（もっとも、画面サイズとは関わり無く、『山河燃ゆ』『春の波涛・総集編』など、過去の作品でも横書きクレジットタイトル表示だった作品は少数ながら存在する）。2011年に入ってからレターボックス16:9に移行した。
スタジオでの全収録が終了するクランクアップの時には出演者・スタッフの労を労ってスタジオにくす玉が吊るされ、主演者がそれを割ったり出演者のスピーチも行われ、翌年の大河の主役の俳優からその年の主役の俳優に花束を渡し引継ぎを行うなど、その模様はスポーツ新聞やNHK広報番組、NHKオンラインの会見動画!で取り上げられることが多い。

### 他局における放送
日本国外では、日本人が多く住む地域でNHKワールド以外の放送局で放送されている（字幕付き、番組名は変更される）。
2000年代以降では、CS専門チャンネル（ファミリー劇場、時代劇専門チャンネル、衛星劇場など）、BSデジタル放送（BS松竹東急など）で放送されている。
- BS松竹東急
  - 2024年4月から、毎週木曜日18:15より一部作品を2話分ずつ放送した。

| 期 間                    | 題              |
| ------------------------ | --------------- |
| 2024年4月4日 - 10月24日  | 天地人          |
| 2024年10月31日 - 5月15日 | おんな城主 直虎 |

### 製作費内訳
2005年以降、NHKの不祥事がクローズアップされたため透明性を明かすために『功名が辻』以降、毎年の決算概要に1話分の平均製作費について公表している。以降の作品は、『義経』が6,440万円、『功名が辻』が6,110万円、『風林火山』が6,080万円、『篤姫』が5,910万円など。ほとんどの支出がセットなどの美術費であるとのこと。

### 経済効果

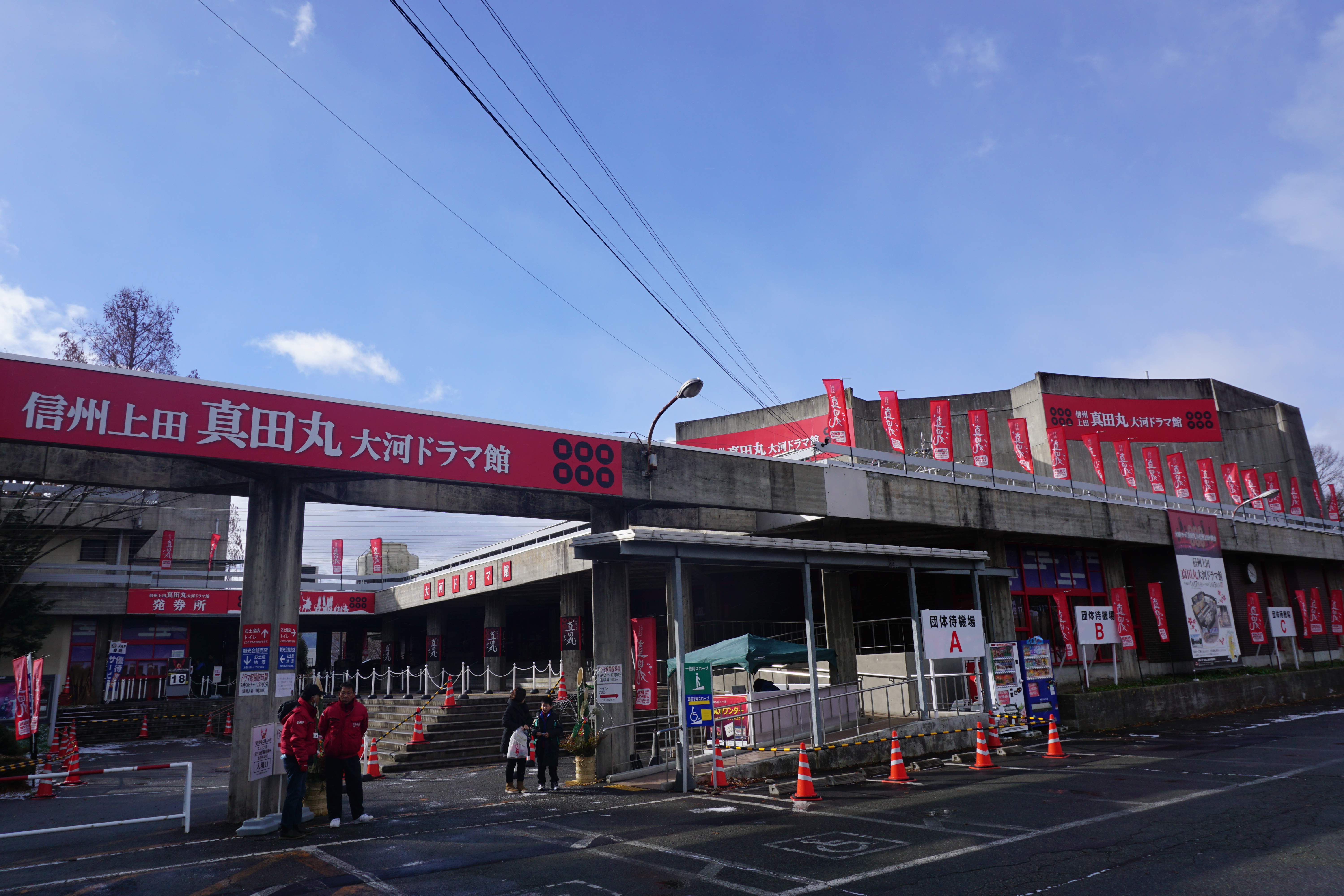
1年で100万人を超える来館者を集めた「信州上田真田丸大河ドラマ館」（長野県上田市）

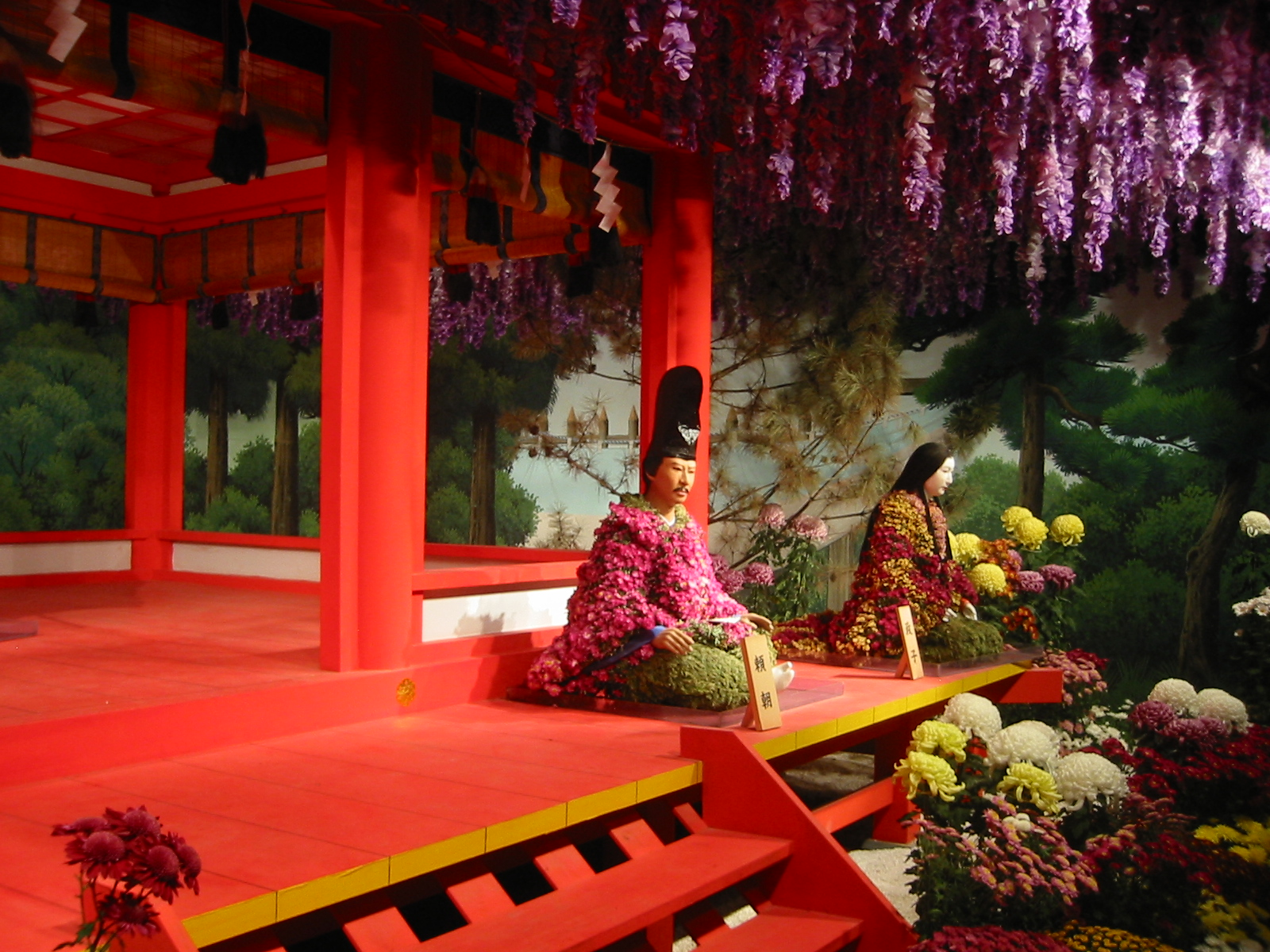
ひらかた大菊人形（2005年『義経』、大阪府枚方市）

1年間にわたって大河ドラマの舞台となった地域は、たとえ複数（主人公の生育地、成年後の生活地が異なる場合が多い）であっても、その観光への影響力は大きい。テーマ、地域、時代、主人公プロフィールなどの偏りに配慮するNHKの判断を見越して、多くの地域で多大な誘致活動が行われている。
自治体や地元経済団体などにより臨時の展示施設の開設も多く、NHK側もドラマで使用された衣装・小道具やドラマの筋書・歴史的背景などを紹介するパネル展示、出演者を招いたイベント実施などの協力を行うほか、自ら関連会社により展覧会を東京都江戸東京博物館や関連府県で開催している。
”大河ドラマのまち”と銘打って自治体や地元経済団体などが地域活性化を図るケースは多い。例えば2002年の『利家とまつ〜加賀百万石物語〜』が高視聴率を博したことで石川県の観光振興に大きく貢献しているとされる。一方で、集客力はドラマ本体の評価に左右される面もあるとされ、長野県上田市に開館した『真田丸』（2016年）の「大河ドラマ館」が目標を大きく上回る入館者を集めるなど盛況を博し観光振興に大きく貢献した一方で、『花燃ゆ』（2015年）ではドラマ人気が低調であったため、観光への影響が予測を下回り「不完全燃焼」であると報道された。
菊人形展では大河ドラマをテーマにする事例が多い。著名なものとしては「ひらかた大菊人形」（ひらかたパークで開催）があった。このイベントは技術者の高齢化や後継者の不足などを理由に2005年（『義経』）をもって終了したが、市民からの復活の要望および主催企業である京阪電気鉄道の創業100年を記念して2010年のみ復活開催され、この時も大河ドラマ（『龍馬伝』）をメインテーマに選定している。
無形文化遺産であり、東北地方最大級の神事とされ毎年8月に実施されている八戸三社大祭（青森県八戸市）では、2005年から大河ドラマの出演者が中日の合同運行に参加している。
2010年の『龍馬伝』では、高知県が535億円、長崎市が182億円の経済効果があったという発表、2006年から2020年にかけては100億円程度から200億円程度の経済効果が舞台となった地域にもたらされたという発表が行われている。

### 作品の現存状況
1970年代までのNHKを含む多くの放送局では放送用マスターテープとして使われた2インチVTRの保存は少なく、放送終了後には内容を消去して他番組の収録に使い回していた。こうした事情から大河ドラマに関しては、『元禄太平記』（1975年）以前の作品および『花神』（1977年）、『草燃える』（1979年）のマスターテープの大半が失われており、映像資料用として保存されていた一部の放送回のみ（作品によっては総集編も）現存している。なお、同様の理由で既に存在していないと思われていた『風と雲と虹と』（1976年）については全映像の現存が確認され、後に完全版DVDが発売された。これが全話映像ソフト化された最古の作品となっている。
高額だった放送局用ビデオテープも、家庭用ビデオデッキが売られた時代には安くなった。次第に番組を保存するように方針が変わり、『黄金の日日』（1978年）は全話現存している。そして『獅子の時代』（1980年）以降の歴代作品は、通常放送回・総集編ともに全ての映像をNHKが保存している。
NHKではマスターテープが失われた過去の放送番組の収集を進めている。成り行き上制作関係者や視聴者がビデオで録画保存していたものが発見されて寄贈されることもある。例えば『樅ノ木は残った』（1970年）はNHKに総集編の映像しか残されていなかったが、近年になって通常放送回の大半の回を録画したビデオテープ（白黒映像）が見つかっている。『春の坂道』（1971年）は総集編を含めてNHKに全く映像が残されておらず、「幻の大河ドラマ」と呼ばれていたが、後に最終回のみモノクロの家庭用VTRで録画された映像が発見されて、NHKアーカイブスに収蔵されている（ただし本作はカラー作品なので本来の形での放送回は厳密には現存していない）。同様に通常放送回のマスターテープが全て失われていた前述の『草燃える』は、寄贈されたビデオテープによって全放送回の映像が揃えられたが、一部の回の映像に欠損している箇所があるので、2025年時点で完全な形では揃っていない（詳細については「草燃える#映像の現存状況」などを参照）。『元禄太平記』は、出演者の江守徹が「うちには全話録画してある」とコメントしているものの、NHKに提供はされていない。2015年11月の時点ではそれまで唯一通常放送回の映像が1本も残っていなかった『国盗り物語』（1973年）の本編2話分が寄贈されたことで、全作品の通常放送回が最低1話は現存していることになった。
現存している作品の幾つかはDVDで販売され、NHKアーカイブスで視聴も可能である。一部作品はビデオ・オン・デマンド（VOD）による配信もされている。現在、現存している初期作品のデジタルリマスター化がアメリカで行われている。

### データ放送
第7作『天と地と』以降、カラー放送された。
総合、BSプレミアムでは番組連動型データ放送のサービスを展開している。
データ放送の基本画面（LANケーブルやWi-Fiを接続しなくても視聴可能）では、その日のあらすじや出演者・その役柄についての説明など基本情報を収録。更にNHKデータオンライン（LANケーブルやWi-Fiを接続して視聴可能）の利用で、出演者インタビューや収録の裏話・トピックス、作品の時代背景や物語の舞台となった土地、登場人物の略歴といったドラマ関連の情報収集ができる。
NHKネットクラブ（2019年終了）に会員登録し、ドラマ放送中の時間帯（再放送を含み、「5分で（作品名）」は対象外）に実施されるスタンプラリーへの参加でのネットクラブの会員ポイント（1視聴につき1点。1週間につき最大3点）サービス、キャンペーン期間中の作品関連グッズプレゼントへの応募権利が与えられる特典もあった。